# Croton humilis
Pour Croton humilis var. origanifolius, (Lam.) Griseb., 1859, voir Croton origanifolius.
Espèce
Croton humilis est une espèce de plantes à fleurs du genre Croton et de la famille Euphorbiaceae présente sur la côte sud des États-Unis au Mexique, au sud de la Floride et dans les Caraïbes.
Il a pour synonymes :
- Croton aridicola, Urb., 1912
- Croton berlandieri, Torr., 1859
- Croton salvifolius, Mill., 1768
- Croton subcapitatus, Müll.Arg., 1874
- Croton subtomentosus, L., 1759
- Oxydectes berlandieri, (Torr.) Kuntze
- Oxydectes humilis, (L.) Kuntze
- Oxydectes salvifolia, (Mill.) Kuntze